# 13.ª División de Fusileros de la Guardia
 La 13.ª División de Fusileros de la Guardia de Poltava (en ruso: 13-я гвардейская стрелковая Полтавская ордена Ленина дважды Краснознамённая орденов Суворова и Кутузова дивизия) fue una división de infantería del Ejército Rojo que ganó honores durante la Gran Guerra Patria.

## Segunda Guerra Mundial
El 6 de noviembre de 1941, la 87.ª División de Fusileros (segunda formación) fue reformada y puesta bajo el mando del excomandante del cuerpo el coronel Alexander Rodimtsev. El 19 de enero de 1942, la 87.ª División de Fusileros recibió oficialmente el estatus de Guardia y fue designada nuevamente como la 13.ª División de Fusileros de la Guardia. 

### Batalla de Járkov
En mayo de 1942, la 13.ª División participó en la contraofensiva soviética en Járkov, donde lucharon en su eje norte, escapando así del cerco y la destrucción de una parte sustancial de las fuerzas soviéticas involucradas, seguida de la derrota rusa. Durante esta ofensiva, la división sufrió más del cincuenta por ciento de bajas, la mayoría de las cuales se mantuvieron al repeler feroces contraataques alemanes. Fue durante uno de estos ataques que un Capitán de Artillería de la 13.ª obtuvo la primera Orden de la Gran Guerra Patriótica de primera clase en ser otorgada. Tras el éxito de su unidad durante esta ofensiva, el coronel Rodimtsev fue posteriormente ascendido a mayor general. 

### La batalla de Stalingrado

#### Primeros golpes
El 13 de septiembre de ese año, las divisiones de infantería alemanas hicieron su primer avance en Stalingrado, marcando los primeros salvos de la Batalla de Stalingrado. Al final del día, la 71.ª División de Infantería alemana había llegado al centro de la ciudad, al norte de la Garganta de Tsaritsa. Una directiva Stavka ordenó a la 13.º División de Guardias (en medio de su reabastecimiento y refuerzo) al río Volga y Stalingrado. Después de ser informado por el teniente general Vasily Chuikov, comandante del 62.º Ejército, Aleksandr Rodímtsev, comandante de la división declaró famosa y decididamente: "¡Soy un comunista! ¡No tengo intención de abandonar la ciudad!" 
Debido a la reciente afluencia de nuevos reclutas, la división ahora era en gran medida inexperta y no entrenada, y carecía de mapas y conocimiento de las calles llenas de escombros de Stalingrado, lo que resultaría enormemente difícil de superar en la lucha por delante. Sin embargo, gracias a su experiencia en la guerra civil española, el mayor general Rodimtsev estaba bien versado en la guerra urbana. A las 17:00 horas, el 14 de septiembre, los elementos de vanguardia de la 13.º Guardia cruzaron rápidamente el río para reforzar una línea que solo tenían 15 tanques y pocos grupos de combate apresuradamente reunidos. Se estima que más de la mitad de la primera ola pereció durante el cruce del río, y más de 3.000 murieron en las primeras 24 horas. Finalmente, después de pérdidas extremadamente fuertes en ambos lados, el avance alemán fue repelido. Los soldados de Rodimtsev recapturaron el Molino y aseguraron el cruce central del río para otros regimientos de la 13.º Guardia. 

#### La estación de ferrocarril
A la mañana siguiente, uno de los suboficiales de Rodimtsev, el teniente Anton Kuzmich Dragan, fue personalmente ordenado por Chuikov para mantener una estación de ferrocarril clave en el centro de Stalingrado contra un inminente asalto alemán. Dragan procedió a reunir un pelotón de menos de cincuenta hombres y los trasladó a la estación de ferrocarril. Aquí, la pequeña pero decidida fuerza se preparó para el ataque alemán. 
Poco después de excavar, una fuerza considerable de infantería alemana llegó para tomar el control de la estación. Los rusos procedieron a frustrar repetidamente a los alemanes en una lucha por el control del depósito durante casi tres semanas. Rompiendo las paredes, arrastrándose sobre las vigas y enterrándose bajo las tablas del suelo, los rusos cederían solo una parte de la estructura a los alemanes, solo para emerger en otro lugar y comenzar la lucha nuevamente. 
Los hombres de Dragan infligieron importantes bajas a los alemanes. A pesar de esta resistencia, el pelotón de Dragan finalmente se redujo a un puñado de hombres. Después de quedarse sin municiones, y sin sus raciones, uno de los guardias soviéticos sacó su bayoneta y talló en una pared: 
Los guardias de Rodimtsev lucharon y murieron por su país aquí.
Al amparo de la oscuridad, Dragan y los cinco soldados restantes bajo su mando finalmente salieron del edificio, se abrieron paso a través de las líneas alemanas y se reunieron con el resto de la división. 

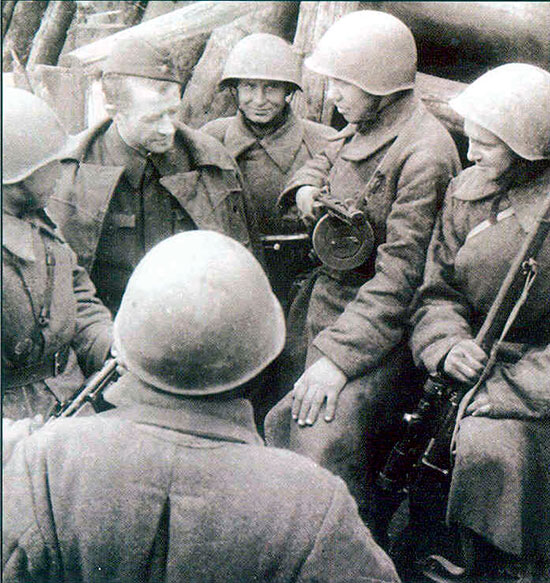
El Mayor General A.I. Rodimtsev con sus soldados de la 13.º División de Fusileros de Guardias en Stalingrado

#### El Mamaev Kurgan
La batalla en Mamaev Kurgan comenzó aproximadamente tres semanas después de que la brutal lucha entre los soldados de infantería alemanes y rusos comenzara en las afueras de Stalingrado, el 15 de septiembre. Durante esta parte de la batalla, la división luchó contra varias divisiones de la Wehrmacht por el control de la cumbre central de la colina del parque, que cambió de manos varias veces. Mientras tanto, otras unidades divisionales lucharon en diferentes sectores de Stalingrado. La división estaba en medio del combate en toda la ciudad en los restos de los edificios y fábricas bombardeados, en las laderas de las colinas Mamaev Kurgan, en la Planta de Tractores del Octubre Rojo y en el edificio estratégico clave conocido como "Casa de Pavlov (Yakov Pavlov era el suboficial al mando del pelotón que defendió el edificio)". La mayoría de las cuentas indican que de los 10 000 hombres de la división que cruzó el Volga hacia la Batalla de Stalingrado, solo entre 280 y 320 sobrevivieron a la lucha. Este derroche con la vida parece increíble para los ojos occidentales, pero no fue notable durante el conflicto en el frente oriental. 

### Batalla de Kursk
Después de la victoria soviética en Stalingrado y la destrucción del 6.° Ejército Alemán, la 13.ª División de Guardias son nuevamente retirados de las líneas para su reajuste y reabastecimiento. Junto con el 5.º Ejército de la Guardia (Frente de Vorónezh), la división se llevó a cabo en la reserva al sur de Kursk, para contrarrestar la próxima ofensiva alemana allí: la Operación Ciudadela. La intención original era que estas dos formaciones contraatacaran a los alemanes después de que el asalto de estos hubiera sido derribado por las unidades soviéticas de primera línea, pero ambas formaciones se comprometieron a evitar un posible avance. Después de varios días de continuos combates feroces (incluida la Batalla de tanques en Projorovka, en la que participó el pequeño número de unidades blindadas de los 13 Rifles), lograron detener las formaciones de élite Waffen-SS. Mientras tanto, los batallones de fusileros del día 13 mantuvieron la línea alrededor de Oboyan, repeliendo los ataques de las trincheras. Relativamente pocas víctimas fueron sostenidas porque los alemanes estaban centrando su atención en Projorovka cuando se habían movido desde el área de reserva en la parte trasera. 

### Liberación de Ucrania
Poco después, la 13.ª División avanzó hacia el sudoeste, donde participó en el asalto del Ejército Rojo para liberar a Ucrania del control alemán. También participó en la Operación Poltava-Kremenchuk en el que obtuvieron el control de la ciudad de Poltava después de una lucha extremadamente feroz, fue liberada el 23 de septiembre de 1943. Esto se indica mediante la designación de la 13.ª División de Fusileros de la Guardia, Poltava (dada en septiembre de 1943), que muestra que la división fue citada por sus acciones al apoderarse de Poltava. Después de Poltava, la división participó en la batalla del Dniéper. Se le asignó realizar un cruce falso del río Dniéper para confundir a los alemanes y permitir cruces más al norte y al sur. Elementos de la división cruzaron el río en flotadores y balsas para llegar a la isla de Peschany, al noroeste de Kremenchuk, donde la infantería alemana había ocupado el lado oeste de la isla y tuvo que ser desalojada en combate cuerpo a cuerpo. Las fuerzas de división sufrieron grandes pérdidas en esta operación cuando fueron atrapados por el fuego enemigo (incluso el comandante adjunto de la división Pavel Gayev murió en acción en el campo de batalla al ordenar la operación).
Después del Kremenchuk, la división luchó en Krivoi Rog, Kiev, Uman-Botowni y en la ofensiva de Lvov-Sandomir.

### Avance a Alemania
Durante el último viaje del Ejército Rojo a Alemania, comenzando con la Operación Bagration que dio inicio el 22 de junio de 1944, la División era parte del 32.º Cuerpo de Fusileros de la Guardia y estaba bajo el mando directo del 5.º Ejército de la Guardia (Segundo Frente Ucraniano). Esta fuerza hizo retroceder a los alemanes a través del norte de Ucrania y el centro de Polonia hacia las regiones del norte de Alemania. A finales de enero de 1945, el primer frente ucraniano, incluida la 13.ª División de Fusileros de la Guardia, habían llegado a las afueras del sur. Aquí, participaron en la Batalla de Berlín, donde lucharon por ambos objetivos: el propio Berlín y el Canal Teltov. La captura de este último objetivo le dio al Ejército Rojo un cruce del río Elba, lo que permitió a los soviéticos asaltar el corazón del Tercer Reich.

## Servicio posterior
La división se convirtió en parte del Grupo Central de Fuerzas después de la guerra y para el 1 de noviembre de 1945 se había convertido en la 13.ª División Mecanizada de la Guardia. La división estuvo estacionada en Viena hasta 1955, cuando el grupo se disolvió tras la retirada soviética de Austria. La división se disolvió y su personal y equipo se convirtió en parte de la 39.ª División Mecanizada del 38.º Ejército en el Distrito Militar de los Cárpatos el 9 de septiembre de 1955. El 4 de diciembre, la 39.ª Mecanizada fue redesignado como una unidad de Guardias y heredó el linaje de la 13.ª Guardia. En 1956, durante la Operación Torbellino, la invasión soviética de Hungría, el 38.º Ejército cubrió las fronteras austriacas y yugolavas de Hungría en la margen derecha del Danubio. Después del final de la invasión, la división se convirtió en parte del Grupo de Fuerzas Sur en Veszprém, donde permaneció durante gran parte de la Guerra Fría. En diciembre de 1956, la 39.ª Guardia se convirtieron en la 21.ª División de Tanques de la Guardia. En enero de 1965, la 21.º Guardia pasó a ser la 13.ª División de Tanques de la Guardia, restaurando su designación de la Segunda Guerra Mundial. Según fuentes militares estadounidenses corroboradas por Vitaly Feskov y otros, en septiembre de 1989, la división fue transferida a Sovietske, Crimea, en el Distrito Militar de Odessa. Se disolvió allí en diciembre. El 130.º Regimiento de Tanques de la Guardia de la división, el 56.º Batallón de Reconocimiento Independiente y el 77.º Batallón de Mantenimiento y Recuperación de Equipos Independiente se convirtió en parte de la 19.ª División de Tanques de la Guardia en Bielorrusia.
Las condecoraciones y títulos honoríficos finales de la división en 1988 incluyeron el sobrenombre honorífico de 'Poltava', la Orden de Lenin, la Orden de la Bandera Roja (dos veces), la orden de Suvórov y la Orden de Kutuzov.

## Unidades subordinadas durante la Segunda Guerra Mundial
- 42.º Regimiento de fusileros de la Guardia
- 39.º Regimiento de fusileros de la Guardia
- 34.º Regimiento de fusileros de la Guardia
- 32.º Regimiento de Artillería de la Guardia
- 4.º Batallón antitanque de guardias
- 8.º Batallón de Zapadores de la Guardia
- 14.ª Compañía de Reconocimiento
- 139.º Batallón de Señales
- 12.ª Compañía de Guerra Química
- 11.ª Compañía de Transporte
- 17.ª Panadería de campo
- 15.° Batallón Médico
- 2.º Hospital Veterinario